# Paratrichocladius tobanodecimus
Paratrichocladius tobanodecimus är en tvåvingeart som beskrevs av Akio Kikuchi och Sasa 1990. Paratrichocladius tobanodecimus ingår i släktet Paratrichocladius och familjen fjädermyggor. Inga underarter finns listade i Catalogue of Life.